# 카지노를 털어라
카지노를 털어라(스페인어: The Pelayos, 영어: Winning Streak)는 2012년 개봉한 스페인의 범죄 영화이다. 이 영화는 가르시아-펠라요 가족의 업적을 바탕으로 한다. 이 영화는 2012년 4월 21일 제15회 말라가 영화제에서 초연되었다.

## 줄거리
이 영화는 곤잘로 가르시아 펠라요라는 인물이 가족과 함께 카지노를 상대로 벌이는 짜릿한 도박 사기를 다룬 코미디 드라마이다. 곤잘로는 수년간 카지노에서 합법적으로 돈을 딸 수 있는 시스템을 연구해왔고, 휠 편향을 이용한 자신만의 방법을 마침내 찾아낸다. 그는 아들 이반과 딸 바네사, 사촌 마르코스와 알프레도, 그리고 친구 발론까지 끌어들여 카지노 돈을 쓸어담기 시작한다.
처음에는 실패를 거듭하지만, 곧 그들은 엄청난 돈을 벌어들이기 시작한다. 하지만 카지노의 악명 높은 사장인 '더 비스트'는 그들을 의심하기 시작하고 사립 탐정을 고용해 감시한다. 한편, 알프레도는 카지노 딜러 잉그리드와 사랑에 빠져 계획에 차질이 생기고, 이반은 중국계 여성 슈이와 로맨스를 시작하면서 그의 친구들이 나중에 그들을 돕게 된다. 영화는 곤잘로 가족이 카지노를 상대로 벌이는 위험한 도박과 그 과정에서 벌어지는 좌충우돌 사건들을 유쾌하게 그려낸다.

## 캐스팅
- 다니엘 브륄 - Iván
- 루이스 호마르 - Gonzalo
- 미겔 앤젤 실베스트리 - Alfredo
- 오리올 빌라 - Marcos
- 빈센트 로메로 - Balón
- 마리나 살라스 - Vanessa